# Busta Jiřího Purkyně
Busta Jiřího Purkyně v Hradci Králové je bronzová busta středoškolského učitele Jiřího Purkyně z roku 1952. Jejím autorem je Ladislav Zívr.

## Umístění
Pamětní deska se nachází na hlavním průčelí budovy bývalé obchodní akademie v Hradci Králové, směrem k Náměstí svobody. V roce 2025 v budově sídlí rektorát a Pedagogická fakulta Univerzity Hradec Králové.

## Historie
Jiří Purkyně, pravnuk Jana Evangelisty Purkyně, byl uvědomělým komunistou a odpůrcem nacismu. Jako redaktor se snažil informovat o nacistických akcích. Purkyně se zapojil i do ilegální odbojové organizace na Královéhradecku. Roku 1940 byl zatčen a popraven. Busta připomíná jeho odvahu a odkaz.

## Galerie

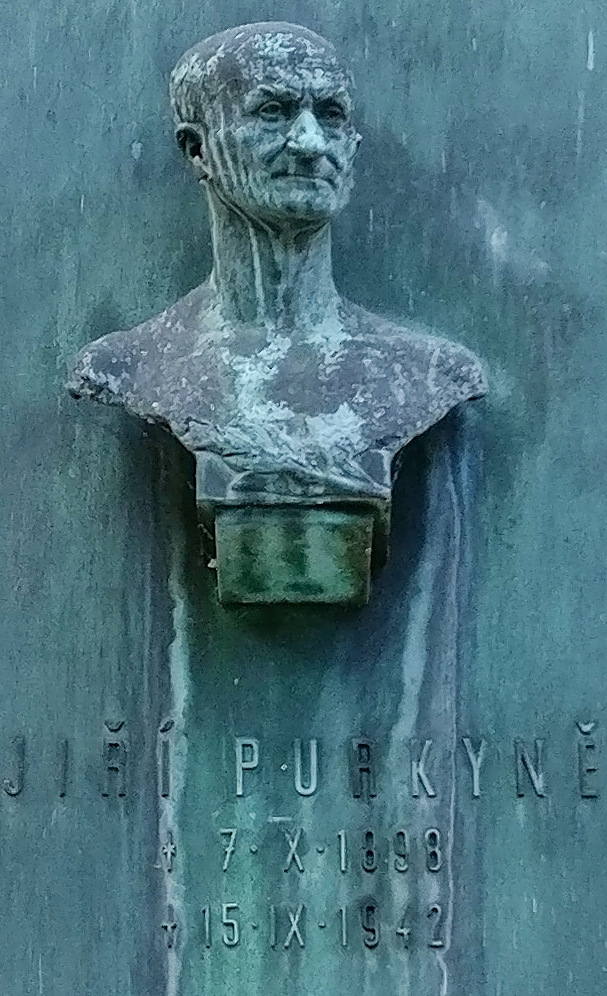
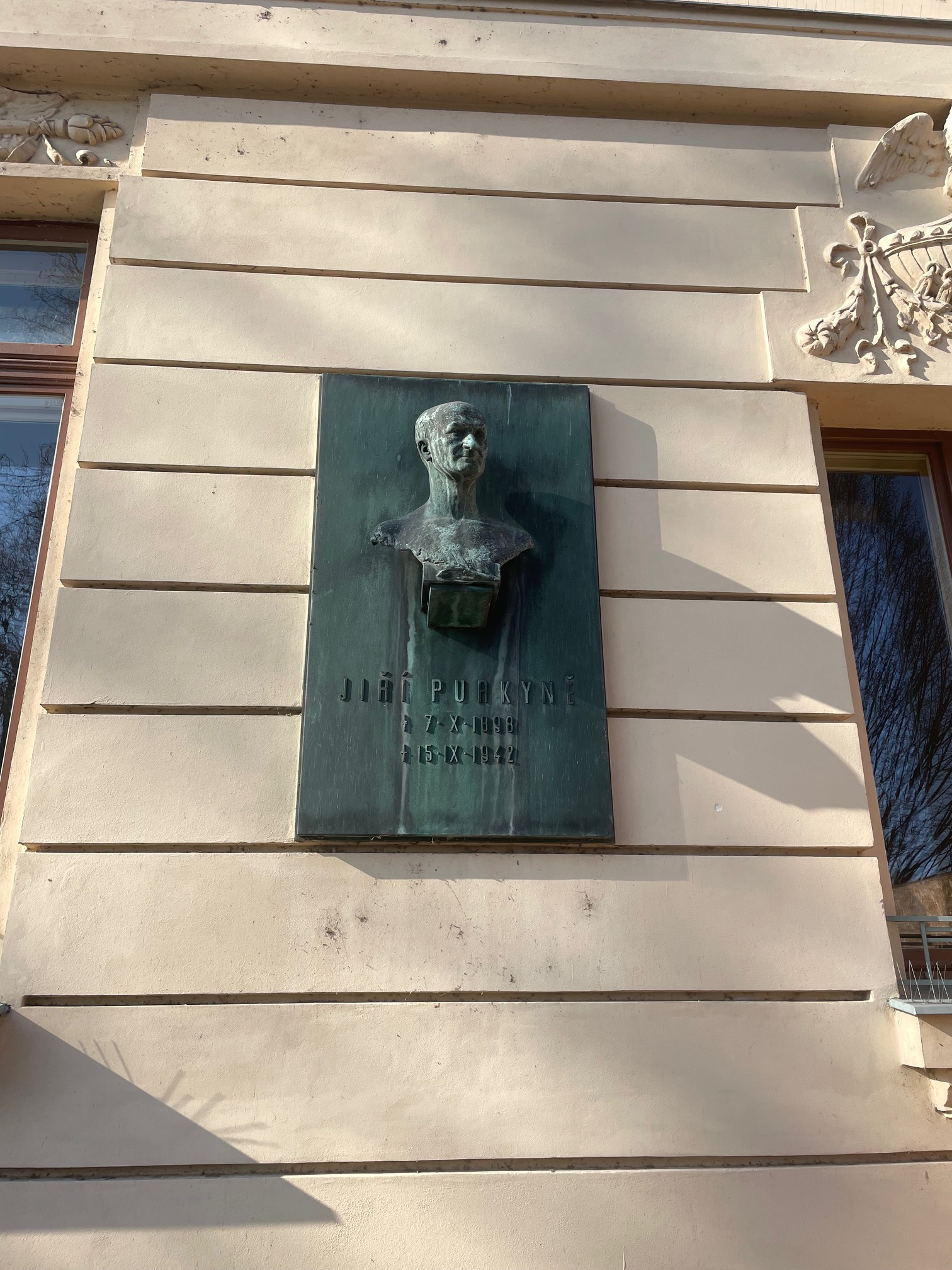